# نجمی غنی شاعر
نجمی غنی شاعر روستایی در دهستان بندان بخش مرکزی شهرستان نهبندان استان خراسان جنوبی ایران است. بر پایه سرشماری عمومی نفوس و مسکن در سال ۱۳۹۰ جمعیت این روستا ۷۹ نفر (در ۱۷ خانوار) بوده است.